# Сафіє-султан (донька Мурада IV)
Сафіє Султан — донька Мурада IV, одна з восьми його доньок, які досягли зрілості.
Народилась близько 1634 року у сім'ї Мурада IV і Хурічехре Султан. Багато дослідників (в тому числі Чагатай Улучай, Леслі Пірс, Алдерсон) називають її матір'ю іншу фаворитку Мурада — Айше Султан. Після смерті батька, як і її сестри та фаворитки батька, опинилась в Старому палаці.
З ініціативи своєї бабусі, валіде Кесем-султан, стала дружиною Сари Хасана-паші. Точний рік вступу в шлюб не відомий, ймовірно 1644 або 1648, оскільки приблизно в цей час видана її сестра Ісміхан Кая-султан. В будь-якому разі це сталося до 1659 року.
В шлюбі Сафіє народила сина Мехмеда Резмі (пом. 1719) і дочку Рукіє (пом. 1696/1697).
Про подальше життя Сафіє достовірних відомостей немає. Померла у 1685 році.